# 大連恒隆広場
大連恒隆広場（だいれんこうりゅうひろば、オリンピア66、中国語: 大连恒隆广场、英語: Olympia 66）は、中華人民共和国大連市西崗区に位置する複合商業施設である。

## 概要
2009年5月、大連市国土資源和房屋局と「国有建設用地使用権譲渡契約」に調印した。凱達環球によって設計され、恒隆地産が2011年に着工し、2016年9月9日にグランドオープンした。地上7階および地下3階であり、総建築面積は221,900 m2である。ショッピングセンターをはじめ、映画館やスケートリンク、ピアノトレーニングコース等がある。
建物のデザインは、中国の双子の鯉の紋章をモデルとしており、豊かさと富の伝統的な象徴を表すものである。

## アクセス
- 地下鉄：大連地下鉄2号線・人民広場駅（中国語版）
- バス：奥林匹克広場・4、12、15、16、22、23、32、48、406、410、520、522、531、533、701、701
  - シャトルバス：901、935